# Diego Brezzo
Diego Brezzo (Altos de Chipión, Córdoba, 20 de febrero de 1984) es un baloncestista argentino retirado que se desempeñaba como pívot.

## Trayectoria

### Clubes
| Club                           | País      | Año         |
| ------------------------------ | --------- | ----------- |
| Atenas                         | Argentina | 1999 - 2001 |
| Regatas Corrientes             | Argentina | 2001 - 2002 |
| Atenas                         | Argentina | 2002 - 2006 |
| Quilmes de Mar del Plata       | Argentina | 2006 - 2007 |
| Gimnasia de Comodoro Rivadavia | Argentina | 2007 - 2008 |
| San Martín de Marcos Juárez    | Argentina | 2008 - 2010 |
| Banda Norte                    | Argentina | 2010 - 2011 |
| Rocamora                       | Argentina | 2011 - 2012 |
| 9 de Julio                     | Argentina | 2012 - 2014 |
| Oberá                          | Argentina | 2014 - 2016 |
| Tiro Federal de Morteros       | Argentina | 2016 - 2017 |
| Tucumán Basketball             | Argentina | 2017 - 2018 |
| Sarmiento de Formosa           | Argentina | 2018 - 2019 |
| Sportivo Suardi                | Argentina | 2019 - 2020 |

## Selección nacional
Brezzo jugó en los seleccionados juveniles de baloncesto de Argentina, llegando a participar del Campeonato Mundial de Baloncesto Sub-21 Masculino de 2005 entre otros torneos.